# Kobierzyce
Kobierzyce (niem. Koberwitz) – wieś w Polsce położona w województwie dolnośląskim, w powiecie wrocławskim, w gminie Kobierzyce.

## Podział administracyjny

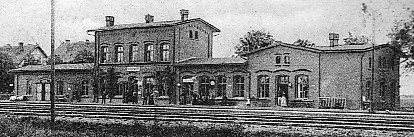
Stacja w Kobierzycach w 1914

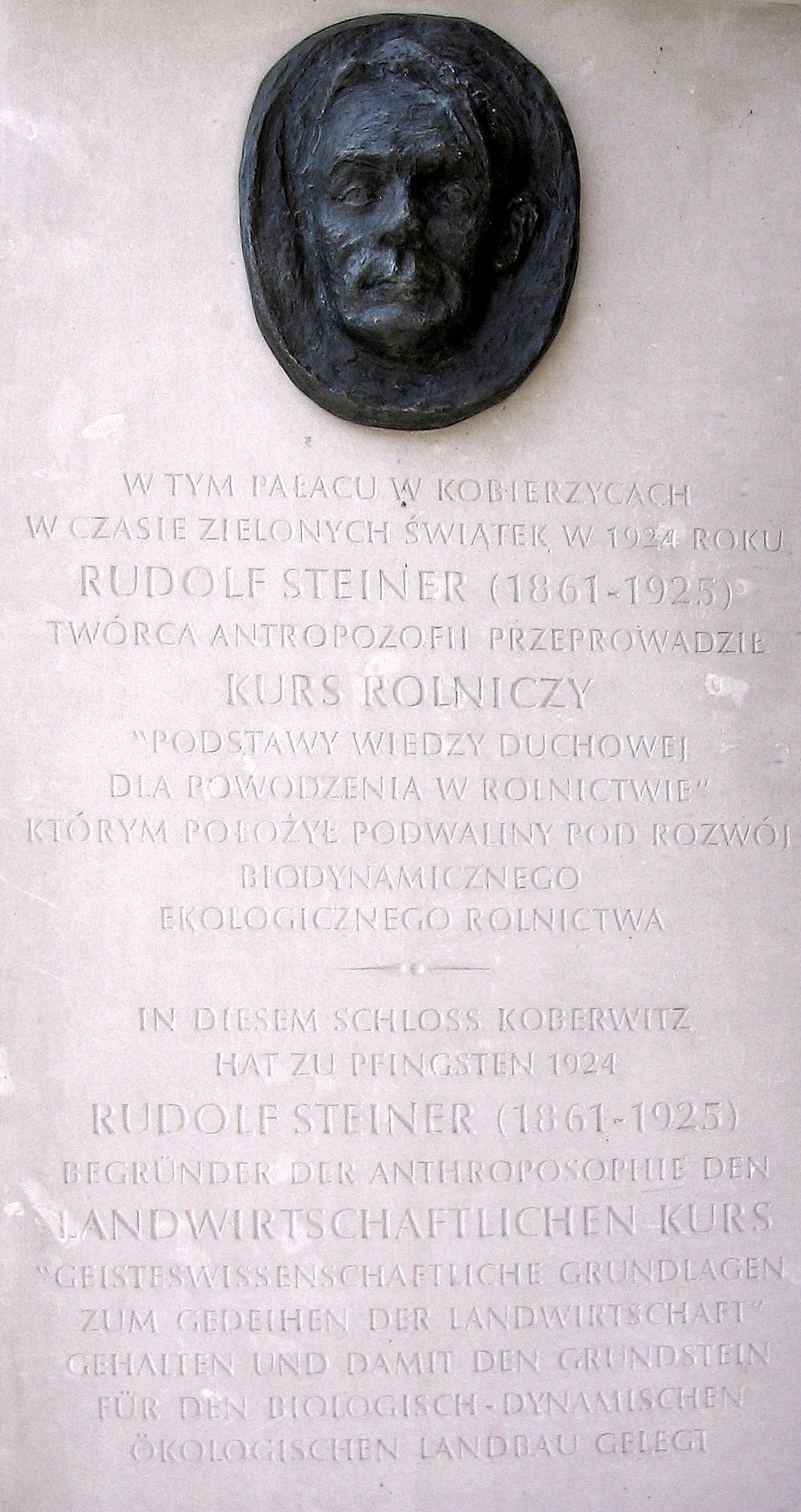
Tablica pamiątkowa kursów R. Steinera

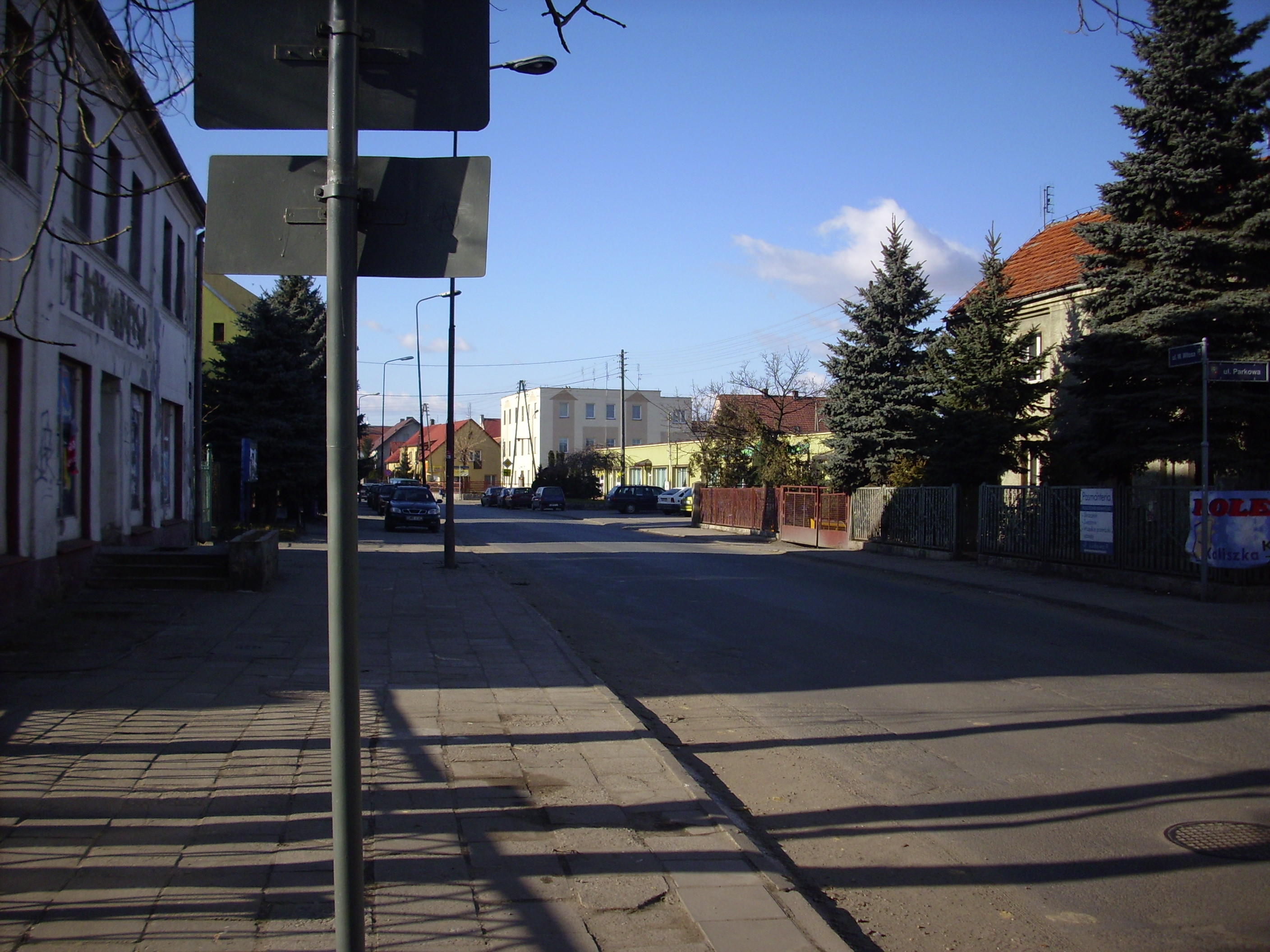
Jedna z ulic w miejscowości

W latach 1954–1972 wieś należała i była siedzibą władz gromady Kobierzyce. W latach 1975–1998 miejscowość administracyjnie należała do województwa wrocławskiego. Miejscowość jest siedzibą gminy Kobierzyce.

## Demografia
Według Narodowego Spisu Powszechnego (III 2011 r.) liczyły 2065 mieszkańców. Są trzecią co do wielkości miejscowością gminy Kobierzyce.

## Położenie
Wieś jest położona na Równinie Wrocławskiej, na wschód przebiega droga krajowa nr 8.

## Nazwa
Nazwa miejscowości pochodzi od staropolskiej nazwy kobierca i związana jest z tkactwem, które się rozwijało w mieście. Heinrich Adamy w swoim dziele o nazwach miejscowych na Śląsku wydanym w 1888 roku we Wrocławiu wymienia jako pierwotną zanotowaną nazwę wsi Kobierowice podając jej znaczenie „Weberdorf, Teppichwirker” – „Wieś tkaczy, wytwórców dywanów”.

## Historia
Wzmiankowana po raz pierwszy przez Henryka III Białego w roku 1257 jako Cobilwiz, w kolejnym zachowanym dokumencie z roku 1333 jako Gut Koberwitz (tj. „dobra kobierzyckie”), a 4 lata później (1337 r.), przez czeskiego króla Jana (szwagra księcia Henryka VI), potwierdzającego jej własność Otto von Glubosowi, określona jako Cobruicz. Począwszy od 1395 wieś aż do lat 30. XX wieku stale funkcjonowała już pod nazwą Koberwitz.
Kobierzyce i inne sąsiadujące z nimi wsie wraz z okolicznymi ziemiami trafiły na początku XVIII wieku w ręce rodziny von Königsdorf, która około 1788 r. wybudowała tu sobie siedzibę.
W roku 1885 przeprowadzono przez Kobierzyce linię kolejową z Wrocławia do Świdnicy, a w roku 1898 za tutejszą stacją dobudowano odgałęzienie łączące Wrocław przez Kobierzyce z Dzierżoniowem.
W roku 1924, w kobierzyckim pałacu zorganizowany został kurs Podstawy wiedzy duchowej dla powodzenia w rolnictwie, który poprowadził Rudolf Steiner – filozof i ojciec antropozofii. W folwarku opodal pałacu powstało nowatorskie na owe czasy biodynamiczne gospodarstwo rolno-ogrodnicze kładące nacisk na ochronę środowiska i zdrowe żywienie jako alternatywę rolnictwa przemysłowego. W 75. rocznicę tego wydarzenia wmurowano w ścianę pałacu stosowną tablicę pamiątkową.
W okresie hitlerowskiego reżimu w latach 1937–1945 miejscowość nosiła nazwę Rößlingen.
W 1945 r. wieś została włączona do Polski. Początkowo administracja polska przez krótki czas używała nazwy Sobiegród. Od 1946 obowiązuje obecna nazwa.

## Zabytki
Do wojewódzkiego rejestru zabytków wpisany jest:
- zespół pałacowy, ul. Pałacowa 1, z XVIII-XX w.:
  - pałac przebudowany został w 1884 roku, po II wojnie światowej jednak ulegał systematycznej dewastacji. W połowie lat 90. XX wieku, w związku z napływem znacznych funduszy od inwestorów budujących na terenie gminy Kobierzyce sklepy wielkopowierzchniowe, magazyny i obiekty przemysłowe, urząd gminy zdecydował się na odrestaurowanie popadającego w ruinę pałacu, w którym od 1997 roku zlokalizował swoją siedzibę. Pałac otoczony jest ogólnodostępnym obszernym parkiem, służącym rekreacji mieszkańców
  - park przy pałacu

## Sport
W 1998 w miejscowości powstał klub piłki ręcznej KPR Kobierzyce, który początkowo szkolił dzieci i młodzież, a w 2011 utworzył drużynę kobiet, która przystąpiła do rozgrywek seniorek. W latach 2013–2016 KPR Kobierzyce występował w I lidze, a w 2016 zadebiutował w Superlidze. Klub domowe mecze rozgrywa w hali widowisko-sportowej w Kobierzycach, która została oddana do użytku w 2011.

## Komunikacja
Na terenie miejscowości znajduje się stacja kolejowa.

W październiku 2009 roku gmina uruchomiła komunikację autobusową:
uwaga: (*) gwiazdka oznacza linie czynne od 1 listopada 2012
| Linie gminy Kobierzyce | Linie gminy Kobierzyce                                                                    | Linie gminy Kobierzyce |
| ---------------------- | ----------------------------------------------------------------------------------------- | ---------------------- |
| 812*                   | Wrocław Krzyki – Ślęza                                                                    | tylko w dni robocze    |
| 852                    | Wrocław Krzyki – Tyniec Mały – Kobierzyce – Tyniec Mały – Wrocław Krzyki                  | oprócz niedziel        |
| 862                    | Wrocław Dworzec PKP – Kobierzyce – Solna                                                  |                        |
| 872                    | Wrocław Krzyki – Kobierzyce – Cieszyce/Pełczyce – Tyńczyk                                 |                        |
| 882*                   | Wrocław Krzyki – Tyniec Mały – Kobierzyce – Cieszyce                                      | tylko w dni robocze    |
| 892                    | Wrocław Krzyki – Tyniec Mały – Owsianka/Nowiny – Kobierzyce – Księginice – Wrocław Krzyki |                        |